# Дереволаз-міцнодзьоб
Дереволаз-міцнодзьоб (Xiphocolaptes) — рід горобцеподібних птахів родини горнерових (Furnariidae). Представники цього роду мешкають в Мексиці, Центральній і Південній Америці.

## Види
Виділяють чотири види:
- Дереволаз-міцнодзьоб середній (Xiphocolaptes promeropirhynchus)
- Дереволаз-міцнодзьоб біловусий (Xiphocolaptes falcirostris)
- Дереволаз-міцнодзьоб бурий (Xiphocolaptes albicollis)
- Дереволаз-міцнодзьоб великий (Xiphocolaptes major)

## Етимологія
Наукова назва роду Xiphorhynchus походить від сполучення слів дав.-гр. ξιφος — меч і κολαπτης — дятел.